# Powell (rivière)
Pour les articles homonymes, voir Powell.
Le Powell est une rivière américaine d'une longueur de 315 km qui coule dans les États de Virginie et du Tennessee. Il est un affluent de la Clinch dans le bassin du Mississippi.

## Source de la traduction
- (en) Cet article est partiellement ou en totalité issu de l’article de Wikipédia en anglais intitulé « Powell River (Tennessee River) » (voir la liste des auteurs).